# Oszoj (Kicsevo)
Oszoj (macedónul: Осој) település Észak-Macedóniában, a Délnyugati körzet Kicsevói járásában.

## Népesség
| Lakosok száma | 234  | 270  | 194  | 141  | 136  | 472  | 484  | 593  | 410  |
|               | 1948 | 1953 | 1961 | 1971 | 1981 | 1991 | 1994 | 2002 | 2021 |

2002-ben 593 lakosa volt, akik közül 397 macedón, 169 cigány, 67 albán, 2 szerb és 28 egyéb.